# Kościół św. Michała Archanioła w Jezierzycach Kościelnych
Kościół św. Michała Archanioła w Jezierzycach Kościelnych – rzymskokatolicki kościół (otoczony cmentarzem grzebalnym) w Jezierzycach Kościelnych, w województwie wielkopolskim.

## Historia
Kościół pod wezwaniem św. Michała Archanioła istniał w Jezierzycach już w XIV wieku. W 1466 był tu wymieniany pleban Michał. Przed rokiem 1510 kościół przyłączono do parafii w Gołanicach. W XVI wieku obie świątynie zostały przejęte przez protestantów. Obecna świątynia została wybudowana w 1670 r. z drewna (początkowo bez wieży); w środku ściany otynkowane i pomalowane (bez polichromii); dokumenty wizytacyjne z 1673 r. opisują jej pierwotne wyposażenie. Pożar ołtarza (ok. 1730) wymusił zakup nowej (obecnej) nastawy ołtarzowej z centralnym obrazem św. Michała Archanioła (prawdopodobnie pierwotny Matki Bożej obraz z ołtarza głównego  znajduje się obecnie w górnej części). Przez lata kościół modernizowano – powstała najpierw drewniana wieża, a potem jej dolną część wymurowano zostawiając drewniany szczyt. W międzyczasie zniknęła sygnaturka (wieżyczka na środku nawy głównej). Na tynku murowanej części wieży, nad wejściem głównym widnieje napis 1806, który jest najprawdopodobniej datą przebudowy murowanej wieży (bądź jej renowacji).  
W 1963 wykonano (czynem społecznym mieszkańców) trwały, murowany fundament, gdyż oryginalne podwaliny uległy zniszczeniu. Kruchtę boczną i zakrystię połączono. Do rejestru zabytków kościół został wpisany 20 marca 1970.  
W latach 2004–2006 przeprowadzono remont wieży, dachu i odświeżono wnętrze kościoła. W 2006 zainstalowano sygnalizację przeciwpożarową i antywłamaniową. W latach 2016–20 przeprowadzono renowację ołtarza głównego, bocznego i zabytkowej ambony oraz prospektu organowego. W trakcie prac potwierdzono istnienie pierwotnej nastawy ołtarzowej (i mocowania), odkryto pierwotne belki ołtarza głównego z wyraźnymi śladami ognia (po jednej stronie). 
Kościół i Parafia jest pod opieką proboszcza w Gołanicach.

## Architektura
Obiekt wzniesiono na planie prostokąta w konstrukcji zrębowej, na podmurówce. Wnętrze jest otynkowane. Dach jest kryty gontem.

## Wyposażenie
Wyposażenie pochodzi z różnych epok: późny renesans reprezentują dwa krucyfiksy (z XVI/XVII w.). W stylu barokowym wykonano krucyfiks z ok. 1700 i ambonę. Ołtarz pochodzi z drugiej ćwierci XVIII wieku. 

## Galeria

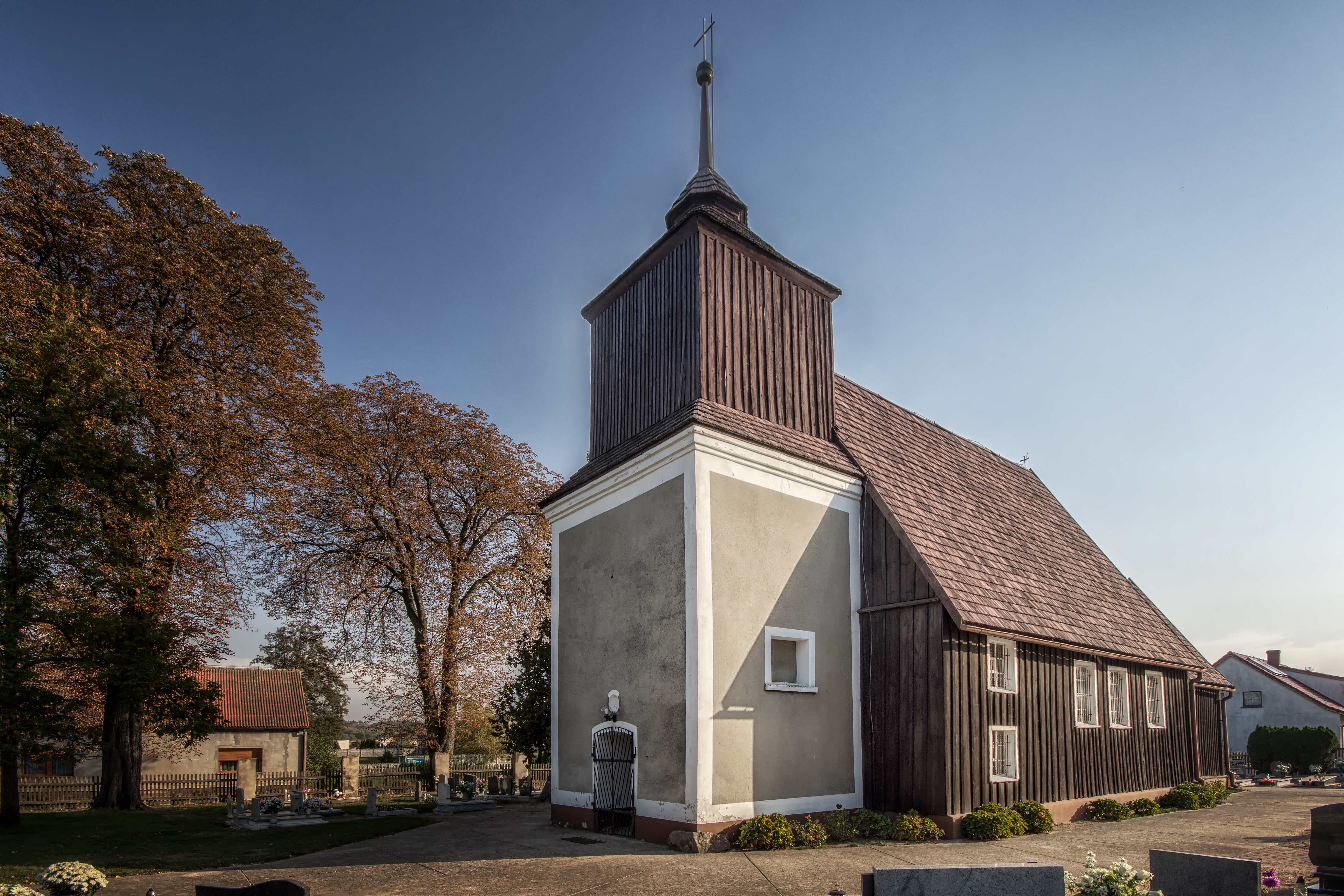
Widok od strony wieży
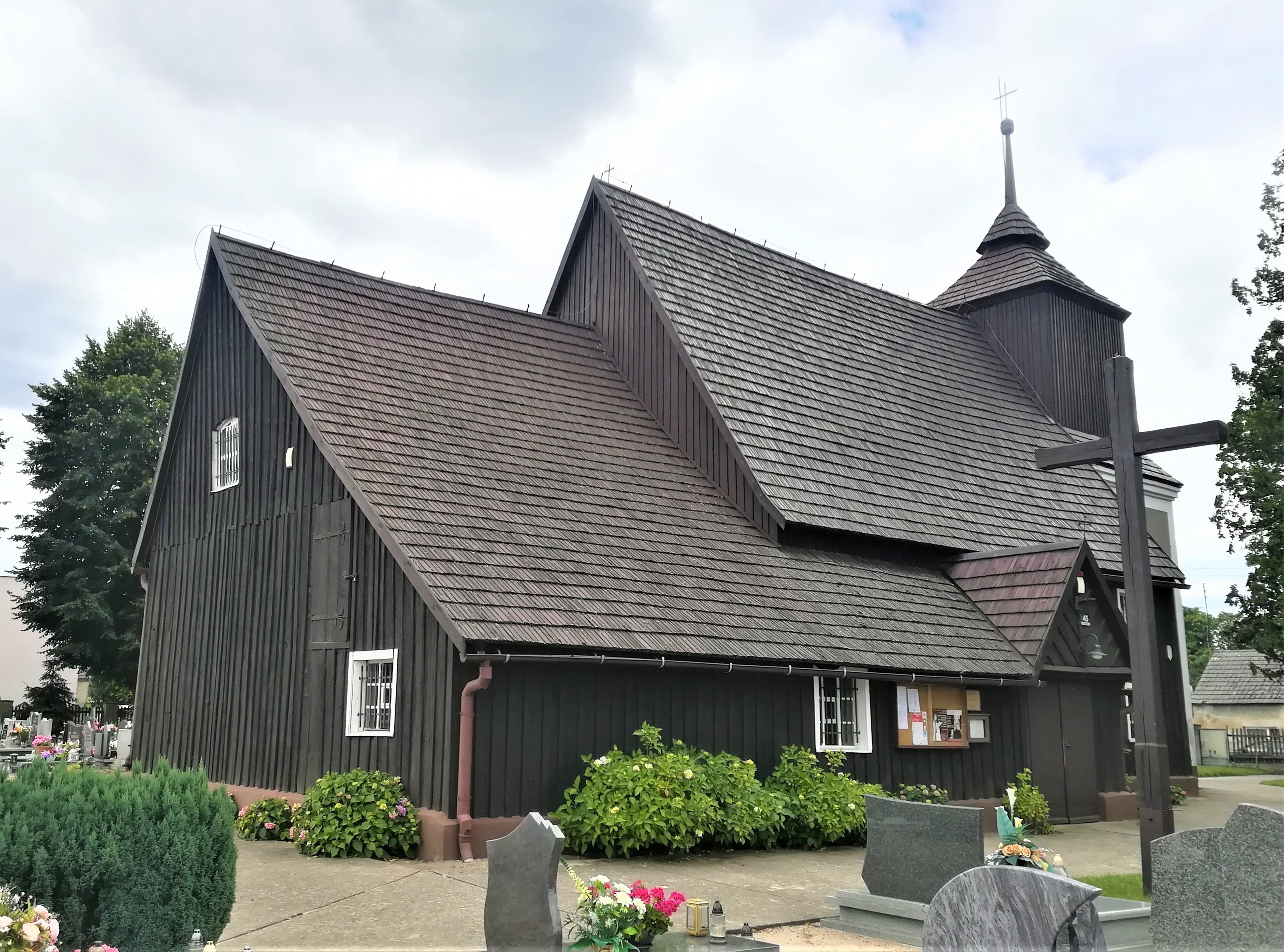
Widok od strony prezbiterium